# Velòdrom de Neo Faliro
El Velòdrom de Neo Faliro (Ποδηλατοδρόμιο Νέου Φαλήρου) fou un velòdrom i estadi esportiu del Pireu, Grècia, que fou emprat per a les proves de ciclisme dels Jocs Olímpics de 1896, en el que més tard seria l'Estadi Geórgios Karaiskakis.